# Féy
|  | No s'ha de confondre amb Fey. |

Féy és un municipi francès al departament del Mosel·la (regió del Gran Est). L'any 2007 tenia 593 habitants.

## Demografia

### Població
El 2007 la població de fet de Féy era de 593 persones. Hi havia 234 famílies, de les quals 32 eren unipersonals (12 homes vivint sols i 20 dones vivint soles), 107 parelles sense fills, 91 parelles amb fills i 4 famílies monoparentals amb fills.
La població ha evolucionat segons el següent gràfic:

### Habitatges
El 2007 hi havia 244 habitatges, 236 eren l'habitatge principal de la família i 8 estaven desocupats. 227 eren cases i 15 eren apartaments. Dels 236 habitatges principals, 212 estaven ocupats pels seus propietaris, 19 estaven llogats i ocupats pels llogaters i 5 estaven cedits a títol gratuït; 1 tenia una cambra, 3 en tenien dues, 15 en tenien tres, 39 en tenien quatre i 178 en tenien cinc o més. 209 habitatges disposaven pel capbaix d'una plaça de pàrquing. A 86 habitatges hi havia un automòbil i a 139 n'hi havia dos o més.

### Piràmide de població
La piràmide de població per edats i sexe el 2009 era:
| Homes | Edats   | Dones |
| ----- | ------- | ----- |
| 0     | 95 o +  | 0     |
| 0     | 90 a 94 | 0     |
| 4     | 85 a 89 | 0     |
| 4     | 80 a 84 | 0     |
| 8     | 75 a 79 | 8     |
| 8     | 70 a 74 | 24    |
| 8     | 65 a 69 | 4     |
| 12    | 60 a 64 | 12    |
| 24    | 55 a 59 | 28    |
| 20    | 50 a 54 | 16    |
| 36    | 45 a 49 | 12    |
| 28    | 40 a 44 | 32    |
| 20    | 35 a 39 | 28    |
| 20    | 30 a 34 | 28    |
| 4     | 25 a 29 | 16    |
| 12    | 20 a 24 | 4     |
| 24    | 15 a 19 | 0     |
| 20    | 10 a 14 | 24    |
| 24    | 5 a 9   | 20    |
| 20    | 0 a 4   | 16    |

## Economia
El 2007 la població en edat de treballar era de 392 persones, 302 eren actives i 90 eren inactives. De les 302 persones actives 289 estaven ocupades (149 homes i 140 dones) i 13 estaven aturades (8 homes i 5 dones). De les 90 persones inactives 31 estaven jubilades, 37 estaven estudiant i 22 estaven classificades com a «altres inactius».

### Ingressos
El 2009 a Féy hi havia 234 unitats fiscals que integraven 618 persones, la mediana anual d'ingressos fiscals per persona era de 22.587 €.

### Activitats econòmiques
Dels 30 establiments que hi havia el 2007, 1 era d'una empresa de fabricació de material elèctric, 5 d'empreses de construcció, 5 d'empreses de comerç i reparació d'automòbils, 5 d'empreses de transport, 2 d'empreses d'hostatgeria i restauració, 2 d'empreses d'informació i comunicació, 1 d'una empresa financera, 3 d'empreses immobiliàries, 3 d'empreses de serveis, 1 d'una entitat de l'administració pública i 2 d'empreses classificades com a «altres activitats de serveis».
Dels 7 establiments de servei als particulars que hi havia el 2009, 1 era un taller de reparació d'automòbils i de material agrícola, 1 guixaire pintor, 1 fusteria, 1 lampisteria, 1 electricista, 1 perruqueria i 1 restaurant.
L'únic establiment comercial que hi havia el 2009 era una adrogueria.
L'any 2000 a Féy hi havia 6 explotacions agrícoles que ocupaven un total de 468 hectàrees.

## Equipaments sanitaris i escolars
El 2009 hi havia una escola elemental integrada dins d'un grup escolar amb les comunes properes formant una escola dispersa.

## Poblacions més properes
El següent diagrama mostra les poblacions més properes.